# Cascina Mongiardino
La cascina Mongiardino è una cascina nel comune italiano di Villanova del Sillaro, in Lombardia. Costituì un comune autonomo fino al 1878.

## Storia
Mongiardino è un piccolo borgo agricolo di antica origine. Il territorio comunale comprendeva le frazioni di Agugera e Monticelli.
In età napoleonica (1809-16) Mongiardino fu frazione di Fissiraga, recuperando l'autonomia con la costituzione del Regno Lombardo-Veneto.
All'Unità d'Italia (1861) il comune contava 358 abitanti. Due anni dopo assunse la denominazione di "Mongiardino Sillaro", per distinguersi da altre località omonime.
Nel 1878 il comune di Mongiardino Sillaro fu aggregato al comune di Villanova del Sillaro.